# Borki-Paduchy
Borki-Paduchy (prononciation : [ˈbɔrki paˈduxɨ]) est un village polonais de la gmina de Wiśniew dans le powiat de Siedlce de la voïvodie de Mazovie dans le centre-est de la Pologne.
Il se situe à environ 5 kilomètres au nord-est de Wiśniew (le siège de la gmina), 11 kilomètres au sud-est de Siedlce (siège de le powiat) et à 94 kilomètres à l'est de Varsovie (capitale de la Pologne).
Le village comptait approximativement une population de 482 habitants en 2012.

## Histoire
De 1975 à 1998, le village appartenait administrativement à la voïvodie de Siedlce. Depuis 1999, il appartient administrativement à la voïvodie de Mazovie